# Oswald Weidenbach
Paul Oswald Weidenbach (* 4. März 1876 in Dresden; † 3. August 1957 in Gießen) war ein deutscher Philosoph, Soziologe und Hochschullehrer.

## Leben und Werk
Oswald Weidenbach wurde als Sohn des späteren Gymnasialdirektors Max Paul Weidenbach und dessen Ehefrau Johanna Thecla Weidenbach geb. Schaffrath geboren. Nach dem Abitur 1894 studierte er Philosophie sowie Nationalökonomie und Zoologie an den Universitäten Tübingen, Leipzig und Jena, wo er 1900 zum Dr. phil. promoviert wurde. Im Anschluss hörte Weidenbach Vorlesungen an weiteren Universitäten und unternahm Auslandsreisen, bevor er 1906 seine Habilitationsschrift an der Universität Gießen einreichte. Im Jahr darauf erhielt Weidenbach die Vorlesungserlaubnis für Philosophie und wurde Privatdozent. Während des Ersten Weltkrieges kündigte er die Vorlesung "Philosophie des Krieges" vom Sommersemester 1915 bis ins Sommersemester 1918 an. Weidenbach hielt im Wintersemester 1920/21 die erste Vorlesung an der Universität Gießen mit dem Titel Soziologie, weitere etwa zu den "Philosophischen Grundlagen der Soziologie" folgten. Zum Sommersemester 1922 erhielt er einen Lehrauftrag für Soziologie und wurde am 22. August desselben Jahres zum nichtbeamteten außerordentlichen Professor ernannt. Im Wintersemester 1929/30 wurde sein Lehrauftrag in einen solchen für Erkenntnistheorie umgewandelt. Am 23. September 1939 wurde Weidenbach zum außerplanmäßigen Professor ernannt und am 6. Dezember 1941 mit 65 Jahren in den Ruhestand entlassen. Der Titel eines Professors a. D. wurde ihm im folgenden Jahr zugestanden und er blieb Privatgelehrter. 
Seine Forschungen bezogen sich im Wesentlichen auf Immanuel Kant. Weidenbach pflegte zudem einen engen Austausch mit dem Schachspieler und Philosophen Emanuel Lasker. Sein Werk "Ethos contra logos" konnte während des Krieges nur als vervielfältigtes Typoskript veröffentlicht werden, wurde aber bereits 1948 vom Münchner Federmann-Verlag neu aufgelegt.

## Schriften
- Das Sein und seine methodologisch-kritische Bedeutung, Vopelius: Jena 1900 (Zugl.: Jena, Univ., Diss.)
- Mensch und Wirklichkeit, Töpelmann: Giessen 1907 (Zugl.: Giessen, Univ., Hab.-Schr. phil.), Reprint Berlin: De Gruyter 2019.
- Weltanschauung aus dem Geiste des Kritizismus. Ein philosophischer Aufbau von den Problemen der Erkenntnistheorie bis zu denen des Staates (= Philosophische Reihe 63), München: Rösl 1923.
- Der Geist des Abendlandes in Abwehr indischer Denkart, in: Kant-Studien Jg. 2, (1926), Heft 5, S. 160–164.
- Ethos contra Logos. Freiheit und Notwendigkeit streiten um den Sinn der Welt, als Typoskript bei Schreiber: Esslingen 1943, als Buch Federmann Verlag: München 1948.